# Rising Sun (Album)
Rising Sun ist ein Jazzalbum von Jon Irabagon. Die am 19. April 2021 im Studio Big Orange Sheep, Brooklyn entstandenen Aufnahmen erschienen am 10. April 2022 auf dessen Label Irabagast Records.

## Hintergrund
Irabagon schrieb das Material für das Album während eines ausgedehnten Familienausflugs durch South Dakota, Montana, Idaho, Utah, Colorado und Wyoming in den Frühsommermonaten des Jahres 2020, als die National- und Staatsparks gerade nach einer monatelangen Schließung aufgrund der COVID-19-Pandemie in den Vereinigten Staaten wiedereröffnet wurden. „Während meine unzähligen Reisen es mir ermöglichten, so viel von der Welt zu sehen, war dieser Teil meines eigenen Landes und seiner unzähligen Geheimnisse unerforscht geblieben. Ich entdeckte Inspiration, Schönheit, ein unglaublich einzigartiges Terrain und eine neu entdeckte Wertschätzung für mein Land und meine Familie,“ schrieb er in den Liner Notes.
John Irabagon nahm das Album mit Matt Mitchell (Piano, Fender Rhodes), Chris Lightcap (E-Bass, Kontrabass in „Bebop“) und Dan Weiss (Schlagzeug) auf. Als Gastmusiker wirkten Miles Okazaki (Gitarre in „Hoodootoo“ und „Rising Sun“) und Adam O’Farrill (Trompete in „Mammoth“ und „Needles“) mit.

## Titelliste
- Jon Irabagon: Rising Sun (Irabagast Records)

1. Sundance 11:11
2. Alliance 10:29
3. Hoodootoo 7:05
4. Bebop (Dizzy Gillespie) 2:45
5. Mammoth 11:59
6. Rising Sun 10:04
7. Needles 7:47

Wenn nicht anders vermerkt, stammen die Kompositionen von Jon Irabagon.

## Rezeption
Nach Ansicht von Michael Toland (The Big Takeover) würde bereits das erste Stück „Sundance“ den Ton angeben; „Lightcap und Weiss halten den Rhythmus konstant, aber ständig wechselnd, bewegen sich von Bop zu Groove und zurück und halten die Spieler auf Trab.“ Mitchell biete ein Blockakkord-Fundament in ständiger Bewegung und halte die Melodie im Fluss. Das ermögliche es Irabagon, aus dem Ruder zu laufen, die Ritzen seiner Kompositionen zu infiltrieren und den Staub aus ihnen zu jagen, das Spektrum seines eigenen Talents zu zerreißen, ohne seine aggressiven Läufe jemals in ein regelrechtes Chaos zu verwandeln. Mit „Bebop“, das von Dizzy Gillespie komponiert wurde und hier die traditionellste und gleichzeitig technisch schillerndste Interpretation erhalte, wechsle die Band voll in den Bebop. Aber es sei nur eine der Gelegenheiten auf einem Album, der es seinem Autor ermögliche, „seine Finger in viele verschiedene Torten zu stecken, ohne den Fokus zu verlieren.“ Rising Sun sei ein weiteres Highlight in Irabagons Karriere.
Im Down Beat erhielt Rising Sun mit vier Sternen eine sehr gute Bewertung. Rezensent Peter Margasek sieht es mit dem Album als erwiesen an, dass Irabagon eine hart swingende Band durch rasante, hochdrehende Themen führen und einfach fliegen lassen könnte. So enthalte das rasante Eröffnungsstück „Sundance“ ein Slalomthema, das punktgenaue Unisono-Linien des Bandleaders, des Pianisten Matt Mitchell und des Bassisten Christ Lightcap erfordere. Auf halber Strecke verlangsame sich das Tempo und verwandele sich von einem Bebop-Workout in eine von Soul durchdrungene Ballade, die den Gospel-Geist von Albert Ayler über den altgedienten David Murray kanalisiere. Schlagzeuger Dan Weiss vereine mit trügerischer Leichtigkeit Swing-Impulse mit wahnsinnig schwierigen Patterns, etwa bei „Alliance“, einem weiteren Brenner mit einem knorrigen, rhythmischen Schema zu Beginn, das sich öffne, um Irabagon zu erlauben, „seinen inneren Pharoah Sanders“ zu geben. Durch die Gäste Adam O’Farrill und Miles Okazaki würden sich bei einigen Stücken Klangkontraste und andere Spannungen ergeben.
Mike Shanley schrieb in JazzTimes, die hochkarätigen Musiker, die Irabagon auf diesem Album unterstützen, würden mit dessen rasanten musikalischen Ideen Schritt halten und ihn gleichzeitig zu größeren Improvisationshöhen antreiben. Auf diesen überwiegend originellen Stücken warte der Saxophonist mit Material auf, das sich sofort einnehmend anhöre, ohne sich in Komplexität aufzuhalten. Lightcap, der bis auf einen auf allen Tracks E-Bass spielt, habe oft die Aufgabe, die Dinge zusammenzuhalten, wenn alle um ihn herum abheben. Nachdem er dazu beigetragen hat, in der Mitte von „Mammoth“ einen Groove zu erzeugen, schließt er sich schließlich Irabagon und O’Farrill in ihrer glühenden Melodie an, die auf einem 5/4-taktigen Riff kreuze. Weiss würde sich oft mit Lightcap verbinden, aber er sei genauso bestrebt, ausgefallene Akzente zu setzen oder gegen den Strich zu schwimmen.
Will Layman (Pop Matters) zählte Rising Sun zu den besten Alben des Jahres; Jon Irabagon sei ein schwindelerregender Spieler, dessen Fantasie komplex strukturierten Bebop und grenzenloses freies Spiel als Teil eines Ganzen sieht. Seine neue Band könne meisterhaften Free-Bop, Funk und kompliziert strukturierten New Jazz spielen. Rising Sun demonstriert, wie üppige Schönheit, atemberaubende Improvisation, atemberaubende Kompositionen, gefühlvolle Dynamik und schiere Dramatik in unserer besten Musik koexistieren können – und oft in derselben Darbietung. Irabagon habe eine Reihe von Melodien, Motiven und harmonischen Umgebungen geschaffen, die sein Tenorsaxophon mit der mitreißenden Band interagieren lassen. Wenn sie Dizzy Gillespies „Bebop“ spielen, gibt es genauso viel Experimentierfreudigkeit, spürbare Freude und Nervenkitzel wie in den Originalen. Es sei ein Meisterwerk, wahrscheinlich Irabagons [bis dato] beste Aufnahme, und ein Abenteuer, das jahrzehntelange Innovation zusammenfasse.